# Fryderyk Jansoone
Fryderyk Jansoone (ur. 19 listopada 1838 w Ghyvelde, zm. 4 sierpnia 1916 w Montrealu) – franciszkanin, błogosławiony kościoła katolickiego.
Był trzynastym dzieckiem swoich rodziców. Musiał przerwać studia, aby pomóc swojej matce. Pracował wówczas jako wędrowny agent – sprzedawca. Po śmierci matki podjął studia na nowo, a w 1864 wstąpił do franciszkanów. W 1870 otrzymał święcenia kapłańskie. W czasie wojny prusko-francuskiej był kapelanem wojskowym. W 1876 roku został skierowany do Kustodii Ziemi Świętej, gdzie został wikarym. W 1881 wyruszył do Kanady i tam pozostał do końca życia. Pracował w sanktuarium Notre Dame-dup-Cap. Zmarł 4 sierpnia 1916 roku i został pochowany w Trois-Rivières. Beatyfikował go Jan Paweł II dnia 25 września 1988.